# Quinto Servilio Prisco (console 468 a.C.)
Quinto Servilio Prisco, in latino Quintus Servilius Priscus (Roma, ... – ...; fl. V secolo a.C.), è stato un politico romano del V secolo a.C.

## Biografia
Quinto Servilio discendeva dalla famiglia dei Servilii e fu console nel 468 a.C. e nel 466 a.C.; era figlio di Quinto Servilio Prisco, magister equitum nel 494 a.C. durante la prima secessione della plebe sotto la dittatura di Manio Valerio Massimo.

### Primo consolato
Nel 468 a.C. venne eletto console insieme a Tito Quinzio Capitolino Barbato, con i soli voti dei patrizi, perché i plebei si rifiutarono di partecipare allo scrutinio.
A Quinto fu affidata la campagna contro i Sabini che avevano duramente saccheggiato i territori di Crustumerium, arrivando fin sotto porta Collina, mentre al collega fu affidata la campagna contro i Volsci ed Equi, alleatisi contro Roma.
In risposta all'attacco dei Sabini, Quinto Servilio rispose con una spedizione che devastò il territorio sabino, e riportò un bottino ancora maggiore di quello fatto dai Sabini.

### Secondo consolato
Nel 466 a.C. venne eletto console per la seconda volta, con Spurio Postumio Albo Regillense.
In quell'anno il senato, basandosi su un resoconto di Quinto Fabio Vibulano, secondo il quale gli Equi avrebbero rotto i patti stabiliti appena l'anno prima, inviò i feziali per dichiarar loro guerra. Gli Equi erano quasi ansiosi di combattere, ma Roma in realtà non era pronta a sostenere lo scontro, o perché gli Dei erano contrari, o per le gravi malattie che imperversavano nella città. Tuttavia, a protezione dei propri alleati Latini, Quinto Servilio venne inviato alla testa di un piccolo esercito con la funzione di presidiare le frontiere con gli Equi.